# Joseph Rwegasira
Joseph Rwegasira (* 21. März 1935; † 4. März 2016) war ein tansanischer Diplomat und Politiker.

## Leben
Joseph Rwegasira wurde in Bugombe im Distrikt Missenyi im Nordwesten von Tansania geboren.
Er war einer der führenden Köpfe bei der Gründung des Tanganjika-Arbeitsverband (TFL), der ersten Gewerkschaft in Tansania, im Jahr 1955. Als deren Generalsekretär besuchte er 1987 die damalige DDR.
Rwegasira war ein Mitglied der Nationalversammlung des Wahlkreises Nkenge und hatte im Lauf seiner politischen Karriere die Regierungsressorts des Ministers für Handel und Industrie und des Ministers für Arbeit und Jugendentwicklung inne. Von 1979 bis 1982 war er Botschafter für das benachbarte Sambia. In den Jahren von 1993 bis 1995 übte er das Amt des Außenministers aus. Danach war er weiterhin Mitglied des Parlaments und nahm 1998 in dieser Funktion an der Internationalen Konferenz für Afrikanische Entwicklung in Tokio teil.
Joseph Rwegasira starb im Alter von 81 Jahren im Krankenhaus Muhimbili in Daressalam und wurde in seinem Heimatdorf Bugombe in der Region Kagera begraben.